# Roger De Coster

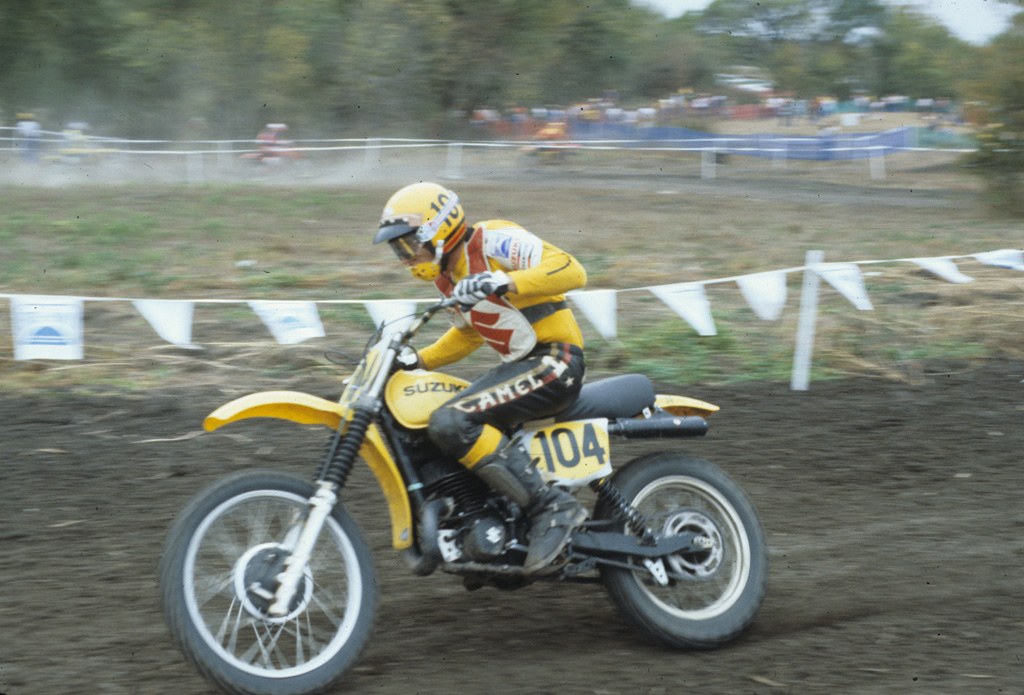
De Coster durante corrida em 1977.

Roger De Coster (Uccle, 28 de agosto de 1944) é um ex-motociclista belga.
Recordista de vitórias no mundial das 500cc com 36, na infância, seu sonho era se tornar um ciclista profissional. Quando andou pela primeira vez com uma moto de um amigo (uma trial de 50cc), sua paixão acabou mudando. Pouco tempo depois, usando motos emprestadas por amigos, já estava competindo, sendo seu primeiro ano em 1961. Já no ano seguinte, pilotando uma Flandria de 50cc, foi campeão belga de trial na categoria júnior. Ainda nesse ano também participaria da categoria máxima do fora de estrada belga, a Internationaux. No ano seguinte, repete o título belga nas 50cc, mas desta vez na categoria principal. Novamente disputa o Internationaux, mas não obtendo grandes resultados.
Correndo em 1964, na categoria júnior das 500cc, termina novamente como campeão belga. Também consegue nesse ano a medalha de ouro no International Six Days Trial. Nesse mesmo ano também estrearia no mundial, correndo na etapa da Bélgica, na categoria 250cc.
Em 1965, consegue, após duas tentativas frustradas, o título da Internationaux. No campeonato belga, na categoria 250cc, no entanto, acaba não tendo a mesma sorte e termina com o vice-campeonato.
1966 acabaria não sendo bom para De Coster. Durante uma corrida pelo campeonato, um menino atravessa a pista quando Roger estava passando e, para não atropelar o menino, desvia e cai violentamente. Mesmo assim, consegue retornar a corrida e, termina como o vencedor, deixando para trás seu maior rival, Joël Robert. Porém, ao retornar para casa, sentindo muita dor, decide ir ao hospital, onde acaba sendo constatada uma grave lesão renal. Por conta da lesão, foi cogitado até o seu afastamento definitivo das pistas, mas alguns meses depois De Coster já estava correndo novamente. E, de quebra, conseguiu retornar como piloto oficial da equipe ČZ. No ano ainda termina como campeão belga nas 500cc, sétimo no campenato mundial das 250 cc e décimo segundo no mundial das 500cc.
1967 acabou não sendo muito melhor, ficando apenas em quarto no campeonato belga das 500cc e, no campeonato mundial, disputando quase todas as etapadas das 250cc e 500cc, termina apenas, respectivamente, na décima nova e quinta posições. Já 1968 acabou sendo um pouco melhor, conquistando sua primeira vitória no mundial, na etapa italiana. Ao final do campeonato, termina na quinta posição novamente. Já no campeonato belga, termina com o vice-campeonato. Ambas participações ocorerram nas 500cc. No ano seguinte, correndo novamente com Joël Robert, ganharia a torcida belga durante o GP da Bélgica pelo campeonato mundial, na categoria 250cc. Após vencer a primeira bateria com certa facilidade, caiu na segunda e após chegar a ficar em vigésimo quarto, termina a segunda bateria em segundo, garantindo a etapa. No entanto, termina o mundial pela terceira vez seguida na quinta posição. Conquista nesse ano, integrando a equipe belga, o Troféu das Nações.
No mundial de 1970, a ČZ inscreve De Coster apenas na categoria 250cc, onde termina na terceira posição. Ao final do campeonato, troca de equipe, passando a integrar a Suzuki, que fora a grande equipe no mundial, tendo o piloto campeão (Joël Robert) e o vice-campeão (Sylvain Geboers). Então, enfim, após cinco vitórias, consegue se tornar campeão mundial na categoria 500cc do mundial pela primeira vez na carreira, assim como a Suzuki. 1972 seria ainda melhor, conquistando o bicampeonato com seis vitórias, o título do Troféu das Nações integrando a equipe belga novamente, e, mais uma vez, o campeonato belga das 500cc.
Em 1973, repete a dose, vencendo os títulos novamente. Em 1974, no entanto, o título ficaria com o finlandês Heikki Mikkola, e De Coster apenas com o vice-campeonato. No entanto, conquista nas categorias 250cc e 500cc o Trans-AMA nos Estados Unidos (título no qual, venceria nos três anos seguintes também). Em 1975 retoma o título de campeão mundial nas 500cc. No ano seguinte, consegue todos os títulos que disputa (mundial, Troféu das Nações, campeonato belga e Trans-AMA, sendo todos nas 500cc). Esse último ano, no entanto, acabaria sendo o último que conquistaria o mundial. Após terminar com o vice-campeonato em 1977 (que ficou novamente com Heikki Mikkola), ficaria em terceiro em 1978 (mais uma vez com Heikki Mikkola) e, decepcionando, apenas na sexta posição em 1979. Em 1980 ainda tentou retomar o título mundial, correndo pela Honda, mas sem sucesso (o título acabaria com seu conterrâneo e companheiro de equipe, André Malherbe). Esse acabaria sendo sua última disputa. Conseguiria ainda, como "último brinde na carreira", o campeonato belga no ano do vice-campeonato, e o Troféu das Nações no ano que terminou em terceiro.
Após se aposentar da carreira profissional, continuou na Honda, trabalhando como diretor esportivo e engenheiro de desenvolvimento das motocicletas de cross e trial, onde permaneceu até 1992, quando teve uma breve passagem como jornalista. Em 1994, assumiria como manager de toda a equipe oficial de motocross da Suzuki, permanecendo até 2011, quando passa a trabalhar na KTM.
Como forma de homanegem, foi introduzido em 1994 ao Hall da Fama do Motociclismo dos Estados Unidos e, em 1999 da Federação Internacional de Motociclismo.